# 視能訓練士法
視能訓練士法（しのうくんれんしほう、昭和46年5月20日法律第64号）は、視能訓練士全般の職務・資格などに関する日本の法律である。
1971年（昭和46年）7月19日に施行された。